# Muzej Vasa
Muzej Vasa (švedski: Vasamuseet) je pomorski muzej u Stokholmu na ostrvu Jurgorden.
Unutar muzeja nalazi se gotovo u celini očuvan brod "Vasa" iz 17. veka. Jedini je takav sačuvani brod na svetu iz toga vremena. Potonuo je na svom prvom putovanju 1628. godine. Muzej je otvoren 1990. godine i najposećeniji je muzej u Skandinaviji. Zajedno s nekoliko drugih muzeja deo je Švedskog nacionalnog pomorskog muzeja.
Od 1961. do 1988, brod "Vasa" bio je čuvan polietilen glikolom. Posetioci su tada mogli videti brod na udaljenosti od 5 metara. Godine 1981, švedska vlada odlučila je izgraditi trajni muzej, gde će brod biti izložen. Na takmičenju za muzej pobedili su arhitekti Mariana Dahlbak i Goran Manson. Izgradnja nove zgrade započela je ceremonijom otvaranja, u organizaciji princa Bertila 2. novembra 1987.
Brod se preselio u novu zgradu u decembru 1988. Muzej je svečano otvoren 15. jul 1990. godine.
Brod je videlo više od 29 miliona posetioca od 1961. godine.